# Morral del Drac
El Morral del Drac, o cova del Drac, és un monòlit del massís de Sant Llorenç del Munt. Es troba al vessant nord de la Mola (1.103,3 m), el punt més alt del massís, a una distància d'uns 550 metres del cim. És al coll que hi ha entre el cim de la Mola i el turó d'en Griera (1.002,4), a l'inici de la carena del Pagès, la qual vertebra el massís de Sant Llorenç del Munt fins al coll d'Eres, al sud-est del Montcau. Té una elevació de 980,2 m. És al municipi de Matadepera, al Vallès Occidental. Al vessant sud-oest del coll on es troba hi ha la canal de la Coma de l'Abella i al vessant nord-est hi ha la canal de Santa Agnès, on hi ha l'ermita de Santa Agnès.
És un monòlit de conglomerat de composició carbonatada format per dos grans blocs d'uns 32 metres d'alçada, separats en la seva base, on deixen una gran obertura.
Es tracta de l'escenari d'una de les llegendes tradicionals més remotes de Sant Llorenç del Munt, la llegenda del drac de Sant Llorenç. La primera ascensió es va fer l'11 de febrer del 1923 per membres del Centre Excursionista de Terrassa.

## Galeria d'imatges

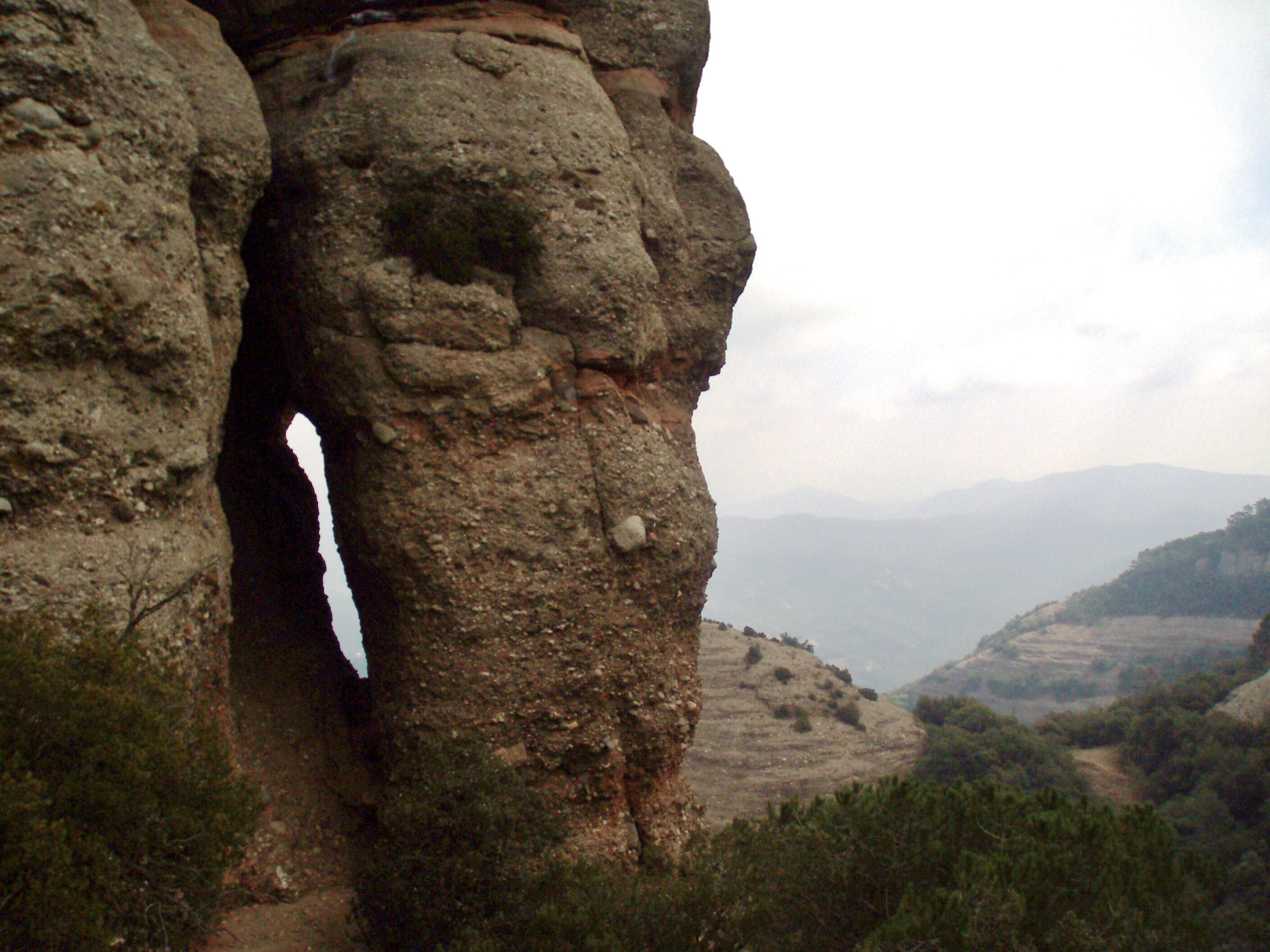
Obertura de la Cova del Drac
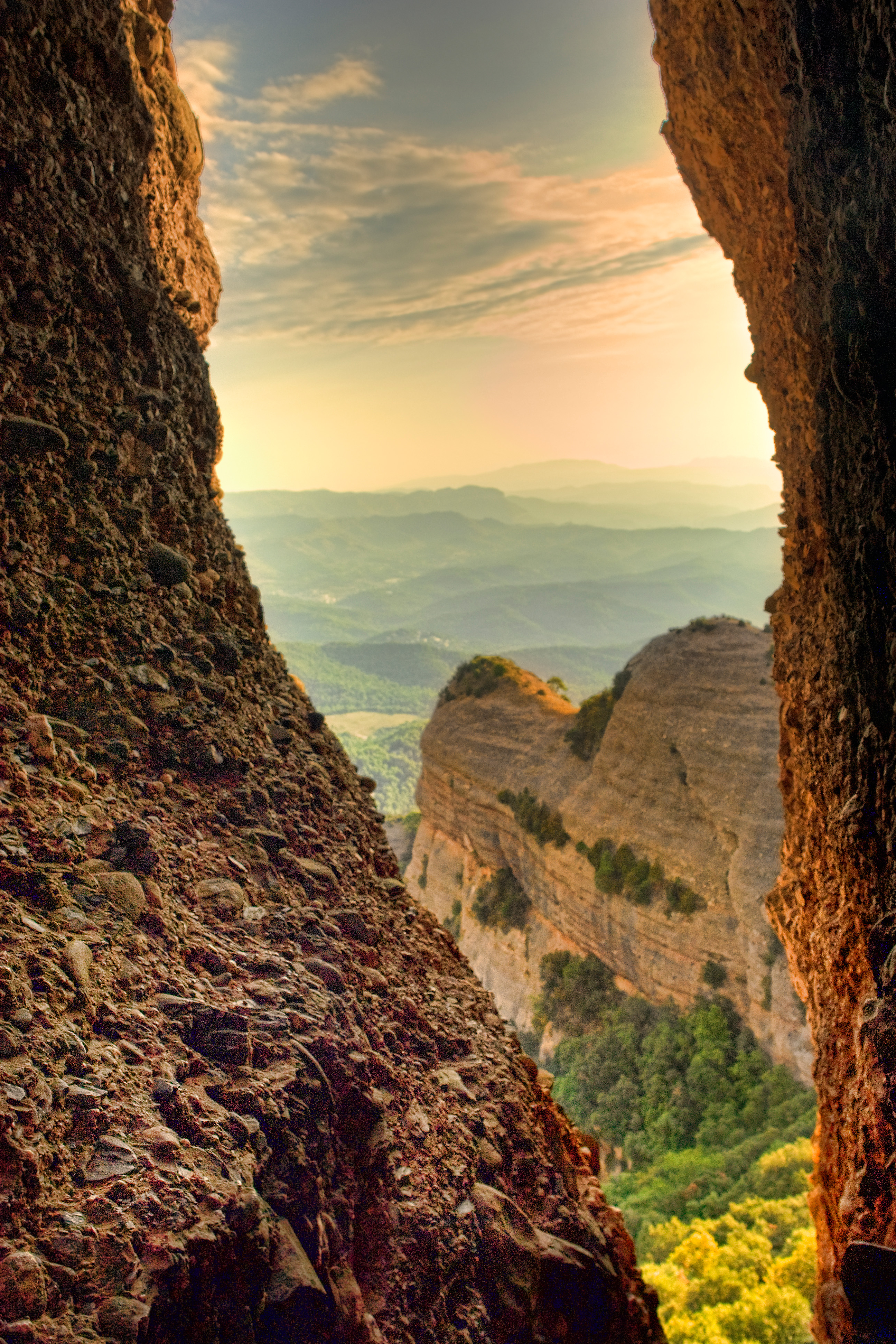
Vista des de l'interior
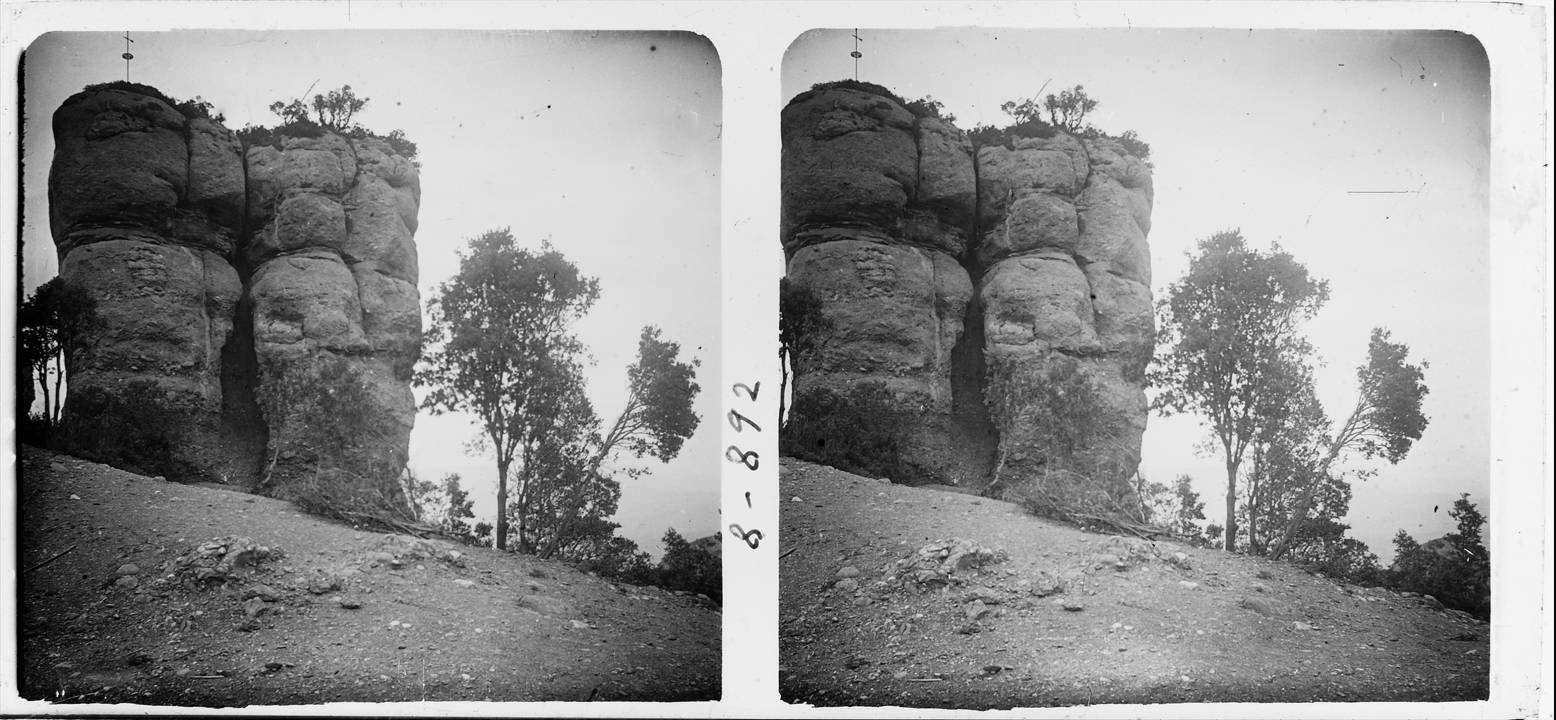
Fotografia La Cova del Drac de Josep Salvany i Blanch (1926)
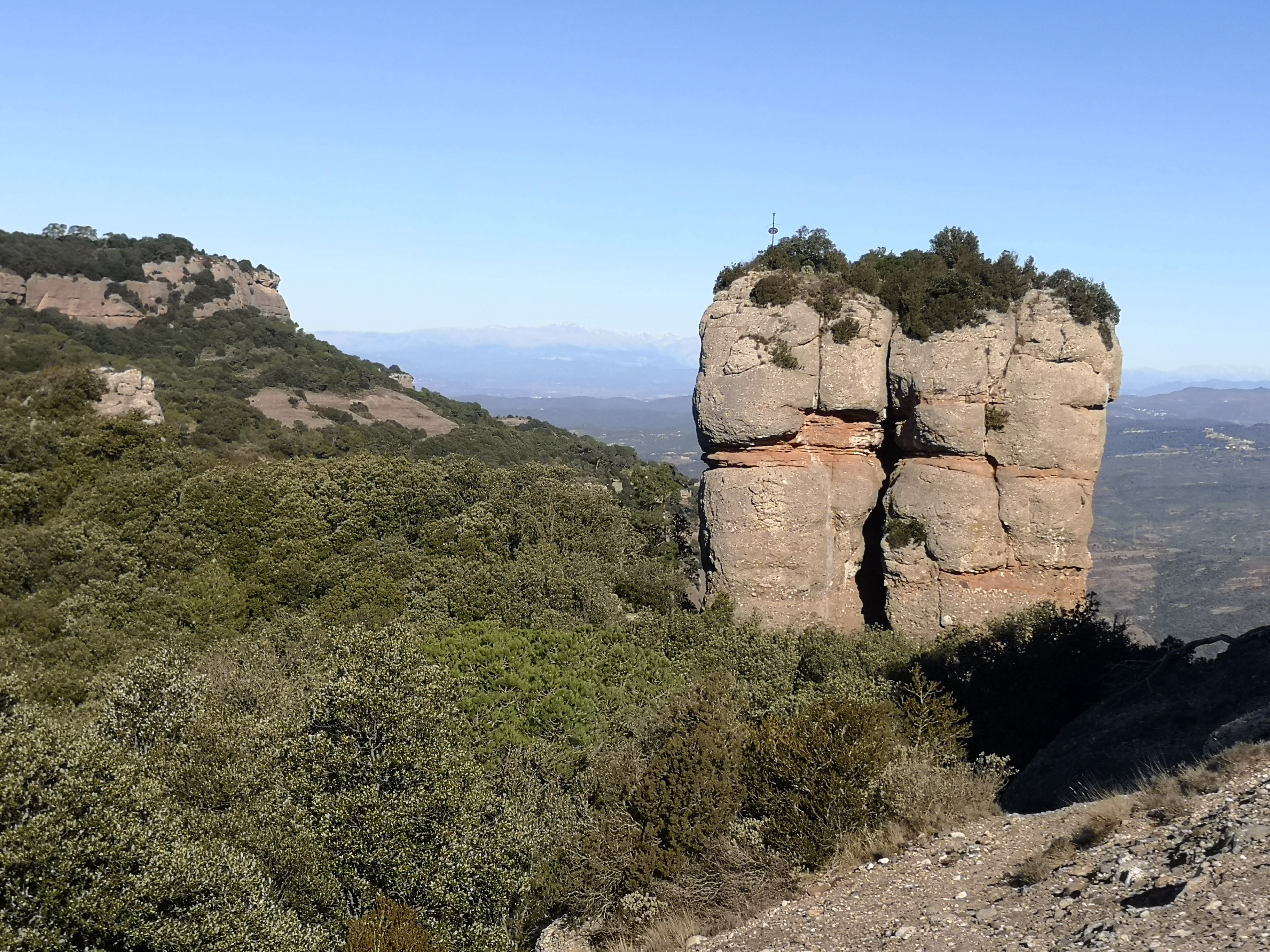
Morral del Drac